# Johann Hirschberg
Pour les articles homonymes, voir Hirschberg.
Johann Hirschberg, né le 12 février 1847 à Bischofsburg, arrondissement de Rößel (de) (province de Prusse) et mort le 19 décembre 1910 à Wartenburg (province de Prusse-Orientale), est un prêtre catholique et un homme politique allemand, membre du parti Zentrum. Il siège à la Chambre des représentants de Prusse de 1904 à 1908 et au Reichstag de l'Empire allemand de 1903 à sa mort.

## Biographie
Hirschberg est scolarisé à la Volksschule de Bischofsburg, au Gymnasium de Rößel de 1858 à 1867 puis au lycée Hosianum de Braunsberg jusqu'en 1871. Il devient ensuite chapelain à Tiefenau en Prusse-Occidentale en 1871, curé à Ortelsburg-Johannisburg en 1884, aumônier de prison à Wartenburg en 1888, archiprêtre en 1893 et chanoine honoraire en 1900. Il est décoré de l'ordre de l'Aigle rouge de IVe classe.
Hirschberg est membre de la Chambre des représentants de Prusse de 1894 à 1908. Il représente également la 9e circonscription du district de Königsberg (de) au Reichstag de l'Empire allemand pour le parti Zentrum de 1903 à sa mort le 19 décembre 1910.